# Nhà thờ Tin lành ở Štítnik
Nhà thờ Tin lành ở Štítnik (tiếng Slovakia: Evanjelický kostol v Štítnik) là một vương cung thánh đường được xây dựng theo phong cách kiến trúc Gothic, tọa lạc ở làng Štítnik, vùng Košice, Slovakia. Nhà thờ này là một vương cung thánh đường gồm ba gian với những ngôi sao và vòm lưới tuyệt đẹp. Nhà thờ có một ngọn tháp đồ sộ, điều này khiến nhà thờ nổi bật trong toàn thung lũng Štítnice.
Vào ngày 6 tháng 5 năm 1963, nhà thờ Tin lành ở Štítnik được ghi danh vào Danh sách Di tích Trung ương. Ngày 24 tháng 4 năm 1970, theo Nghị quyết của Chủ tịch Hội đồng Quốc gia Slovakia, nhà thờ được công nhận là di tích văn hóa quốc gia.

## Lịch sử
Ban đầu, địa điểm này là một nhà thờ Công giáo tôn kính Đức Trinh nữ Maria, nhưng kể từ cuộc Kháng cách vào giữa thế kỷ 16, nhà thờ phục vụ Giáo hội Tin lành.
Nhà thờ có hình dạng hiện tại sau một số lần sửa đổi. Lúc mới xây dựng vào khoảng thế kỷ 13, nhà thờ chỉ có một gian. Tính đến nay, phần cổ nhất của nhà thờ là phòng thờ. Nhà thờ bắt đầu có ba gian từ cuối thế kỷ 14. Có hơn 200 mét vuông bức tranh và bích họa trên tường nhà thờ. Dù tranh tường mô tả các chủ đề khác nhau nhưng trong đó chủ yếu vẫn là chủ đề tôn giáo.